# Eric Calder
Eric Calder (Kanada, Ontario, Kitchener, 1963. június 26. –) profi kanadai jégkorongozó.

## Karrier
Komolyabb junior karrierjét a Waterloo Siskinsben kezdte 1979-ben. Ez a csapat az Ontario-Jr.B ligában szerepelt. Két szezon után felkerült a QMJHL-es Cornwall Royals, ahol 66 mérkőzésen 43 pontot szerzett. Bejutottak a Memorial-kupa döntőbe és meg is nyerték. Képviselte hazáját az 1981-es U20-as jégkorong-világbajnokságon. A válogatott az utolsó előtti helyen végzett. Az 1981-es NHL-drafton a Washington Capitals kiválasztotta a harmadik kör 45. helyén. 1981–1982-ben a Cornwall Royals átkerült az OHL-be. Még ebben az évben egy mérkőzésre meghívást kapott a Capitalsba. A következő szezonban még a juniorok között játszott és ismét jégre léphetett az NHL-ben a Washington színeiben. Ezután soha többet nem játszhatott a legmagasabb ligában. 1983–1984-ben három mérkőzésre az IHL-es Fort Wayne Kometsbe került majd egy ligát feljebb lépve a szezont az AHL-es Hershey Bearsben fejezte be. 1984–1988 között egyetemista volt és a kanadai Wilfrid Laurier University-n játszott. Az egyetem után európai csapatokhoz szerződött. Először az NSZK-ba utána Franciaországba. 1989–1996 között játszott francia csapatokban. 1996–1997-ben volt az utolsó szezonja amikor német és brit csapatban volt kerettag.

## Díjai
- Memorial-kupa: 1981
- OHL All-Star Gála: 1982
- OUAA Első All-Star Csapat: 1986, 1987, 1988
- CIAU All-Canadian: 1988
- Francia bajnok: 1990, 1992, 1993, 1994, 1996